# Titanic - La leggenda continua
Titanic - La leggenda continua (conosciuto anche come Titanic - Mille e una storia) è un film di animazione del 2000 scritto e diretto da Camillo Teti, ispirato al film Titanic del 1997 di James Cameron, di cui è considerato un mockbuster.

## Trama
Southampton, Inghilterra, 1912. Il Titanic sta per salpare alla volta di New York per il suo viaggio inaugurale. A bordo sale anche la bella Angelica, ragazza triste rimasta orfana di madre e vessata continuamente dalla matrigna e dalle sorellastre e il loro gatto. Unico ricordo che le rimane di sua madre è un ciondolo, che custodisce con grande cura e a cui è molto affezionata. Sulla nave Angelica fa presto la conoscenza di William, ricco ragazzo borghese accompagnato nel viaggio dalla tata Denise e da Gaston, suo servitore, che presto si rivelerà un uomo meschino, poiché ruba il ciondolo di Angelica per corteggiare la cantante Molly. Il viaggio non è tutta rose e fiori: sul Titanic si sono imbarcati anche una ladra Amalia, con il Chihuahua Leon, e i suoi due scagnozzi nonché nipoti Dirk e Kirk, ricercati dall'investigatore Sam Bradbury. Ad aiutare la ragazza ci sarà però, oltre a William, anche un gruppo di topolini e altri animali, guidati dal supervisore di bordo, il cane Fritz.
Nella notte, tuttavia, il Titanic urta contro un iceberg, il quale non è stato avvistato in tempo dall'equipaggio. L'acqua entra a fiotti e presto allaga gran parte della nave, che è destinata a naufragare. Nel panico e nella confusione generale, Angelica riesce a mettersi in salvo su una lancia di salvataggio, ma William non ha la stessa fortuna. Ormai credendolo morto, Angelica è disperata ma ecco che dall'acqua emerge, che è riuscito a mettersi in salvo a nuoto. Il Titanic si spezza in due tronconi e viene inghiottito dall'oceano. Purtroppo ci sono alcune perdite, e quasi tutti riescono a salvarsi; durante il tempo sulla scialuppa, Angelica scopre inoltre che sua madre era Denise. Qualche tempo dopo William e Angelica si sposano, coronando il loro sogno d'amore.

## Versione inglese
Esiste una seconda versione del film distribuita negli Stati Uniti, dove il film è noto come Titanic: The Legend Goes On. Questa versione differisce da quella italiana per molte scene montate in sequenze diverse, mentre altre sono state rimosse o riutilizzate per i titoli di coda. Diversa anche la colonna sonora: nella versione inglese ci sono brani inediti, sia strumentali che cantati, che non si sentono nella versione italiana.

## Accoglienza
Nel 2011, il sito Total Film mise la versione inglese del film al 40º posto nella sua lista dei 50 peggiori film per bambini mai realizzati. Successivamente, nel 2012, il sito lo nominò come il peggior film mai fatto, inserendolo al primo posto nella lista dei 66 peggiori film di sempre.

## Date di uscita
| Stati       | Data di uscita    |
| ----------- | ----------------- |
| Italia      | 15 settembre 2000 |
| Polonia     | 16 marzo 2001     |
| Argentina   | 16 marzo 2001     |
| Germania    | 4 luglio 2001     |
| Canada      | 24 luglio 2001    |
| Stati Uniti | 24 luglio 2001    |
| Francia     | 25 ottobre 2001   |
| Filippine   | 17 luglio 2002    |